# Fred Amata

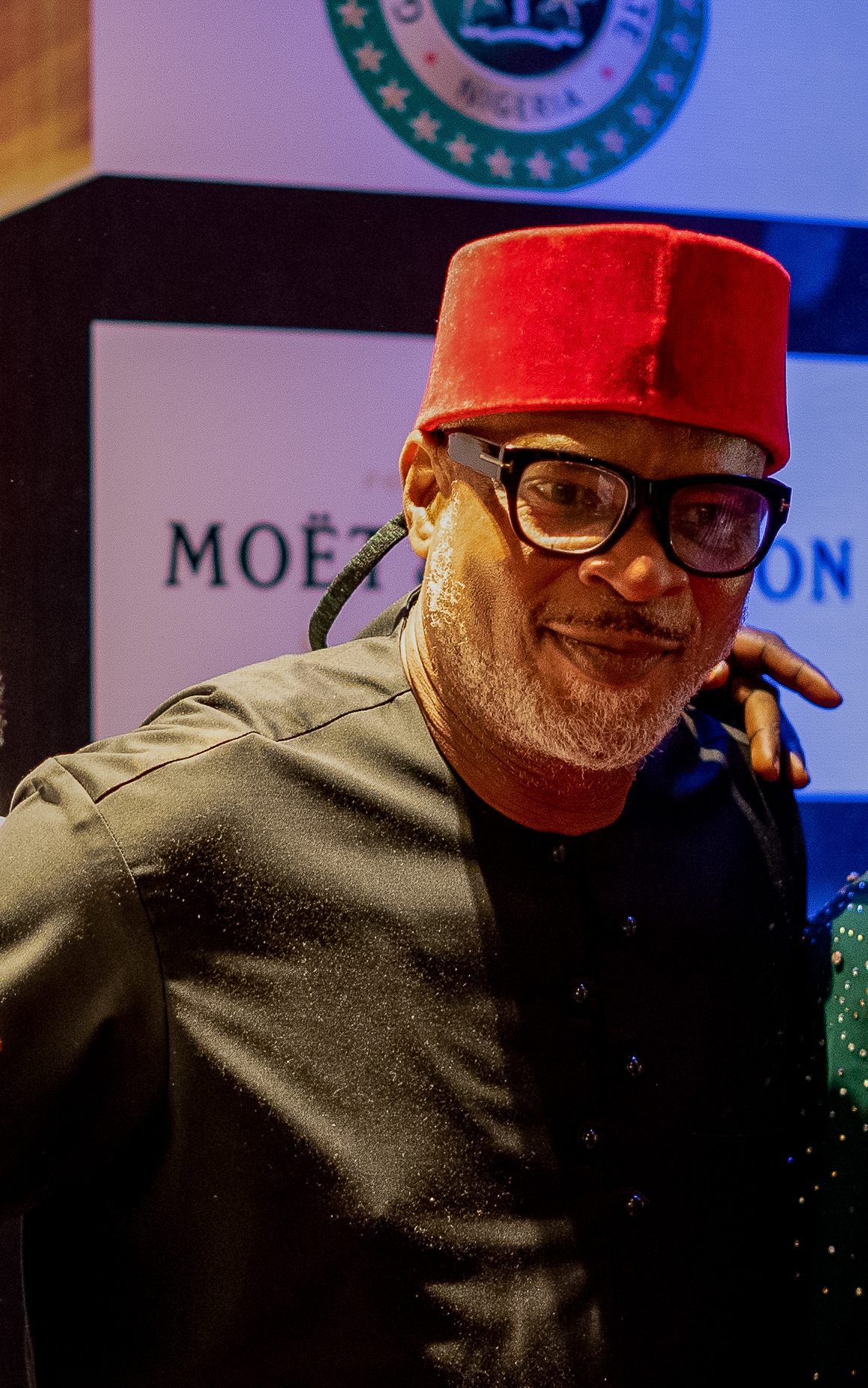
Fred Amata

Fred Amata (* 18. Mai 1963 in Lagos) ist ein nigerianischer Schauspieler, Produzent und Regisseur. Er ist der Sohn von John und Joy Amata, die beide ebenfalls nigerianische Schauspieler waren. 2016 wurde er zum Präsident der Directors Guild von Nigeria gewählt. Er stammt aus dem Bundesstaat Edo im Niger-Delta.

## Leben
Fred Amata wurde 1963 im Bundesstaat Edo in Nigeria geboren. Obwohl er in Lagos geboren wurde, wuchs er in Warri, Abraka und Jos auf. Sein Vater John Ifoghale Amata, der 1997 gestorben ist, ist ein bekannter nigerianischer Bühnenautor und Schauspieler, durch welchen Fred schon früh in die Entertainment-Branche eingeführt wurde. Sein Vater ist bekannt dafür den Film "Freedom" (1957) mit produziert und geschrieben zu haben, als auch eine Rolle darin übernommen zu haben. Seine Geschwister Zack, Alex, Erumena, Ruke, Elomai und sein Neffe Jeta Amata sind ebenfalls alle in der Entertainment-Branche tätig (als Produzenten, Regisseure und Schauspieler).
Seine Anfänge mit der Schauspielerei machte er mit 8 Jahren als Kinderdarsteller, vor allem in Theaterstücken in Nigeria. Er absolvierte ein Studium der Theaterkunst an der Universität Jos.
Er hat zwei Kinder mit der bekannten nigerianischen Medienunternehmerin, Fernsehmoderatorin und Talkshow-Moderatorin Agatha Amata und eine Tochter mit Ibinabo Fiberesima, einer nigerianischen Schauspielerin und früheren Präsidentin der Actors Guild von Nigeria.

## Filmografie
Schauspieler
- 1996: Mortal Inheritance
- 2001: Light & Darkness
- 2002: Black Mamba
- 2002: Keeping Faith: Is That Love?
- 2002: My Love
- 2003: Dangerous Desire
- 2003: Hand of God
- 2003: The Return
- 2004: A Kiss from Rose
- 2004: A Kiss from Rose 2
- 2004: My Dream
- 2004: The London Boy
- 2004: The London Boy 2
- 2004: Veno
- 2005: Anini
- 2005: Before the Sunrise
- 2005: Before the Sunrise 2
- 2005: Emotional Hazard
- 2005: Emotional Hazard 2
- 2005: Fated
- 2005: Hidden Treasures
- 2005: Hidden Treasures 2
- 2005: Wheel of Change
- 2006: Family Affair
- 2006: Family Affair 2
- 2006: She 2: You Must Obey
- 2006: She 3: You Must Obey
- 2006: She: You Must Obey
- 2006: Silver Stone
- 2006: Silver Stone 2
- 2006: The Amazing Grace
- 2006: The Empire
- 2007: Dear God
- 2007: Dear God 2
- 2007: Letters to a Stranger
- 2008: Blindfold
- 2008: Blindfold 2
- 2008: Mary Slessor (TV-Serie)
- 2011: Black Gold
- 2012: Black November

Regisseur
- 1998: Arusi-Iyi
- 1998: Suicide Mission
- 1998: Witches
- 1999: Oganigwe
- 2001: Light & Darkness
- 2001: Married to a Witch
- 2002: My Love
- 2003: The Kingmaker
- 2004: Images in the Mirror
- 2005: Anini
- 2005: Before the Sunrise
- 2005: Before the Sunrise 2
- 2005: Blind Obsession
- 2005: Blind Obsession 2
- 2005: Fragile Pain
- 2005: Fragile Pain 2
- 2005: Girls in the Hood
- 2005: Girls in the Hood 2
- 2005: Goodbye Another Day
- 2005: Goodbye Another Day 2
- 2006: Tumini's Song
- 2007: Dear God
- 2007: Dear God 2
- 2007: Letters to a Stranger